# Tatiana Riabouchinska
Tatiana Riabouchinska (Mosca, 23 maggio 1917 – Los Angeles, 24 agosto 2000) è stata una ballerina e insegnante russa naturalizzata statunitense.

## Biografia
Nata in Russia, la sua famiglia fu arrestata durante la rivoluzione, in quanto suo padre era un banchiere della famiglia reale. Ciò nonostante, Tatiana Riabouchinska riuscì a fuggire a Parigi insieme alla madre e ai suoi fratelli, dove prese lezioni di danza con Matil'da Feliksovna Kšesinskaja.
Esordì a 15 anni con il Ballet Russe de Monte Carlo assieme a Tamara Tumanova e a Irina Michailovna Baronova. Qui ballò per un decennio, dal 1932 al 1942, assieme a George Balanchine, Léonide Massine e David Lichine, il quale divenne suo marito nel 1943. A Monte Carlo si esibì in diversi ruoli creati per lei, come Jeux d'Enfants, Les Presages, La Concurrence e Le Bourgeois Gentilhomme, nonché in due opere di Michel Fokine quali Le Spectre de la Rose e Les Sylphides. Inoltre si unì ad altre compagnie, come il Ballet Theatre, il Ballets des Champs-Elysees e il London Festival Ballet, e collaborò con la Disney nella realizzazione della ballerina ippopotamo del film d'animazione Fantasia del 1940.
Si ritirò a Los Angeles nel 1950, dove inaugurò una scuola di danza e fondò la compagnia Ballet de la Ville des Anges. Continuò ad insegnare fino alla sua morte sopraggiunta nel 2000.

## Filmografia
- Musica maestro (Make Mine Music), regia di Jack Kinney, Clyde Geronimi, Hamilton Luske, Robert Cormack e Joshua Meador (1946)